# Mesembrina meridiana
Espèce
Mesembrina meridiana, la mésembrine de midi, est une espèce d'insectes diptères, du sous-ordre des brachycères, de la famille des Muscidae, de la sous-famille des Muscinae.

## Distribution
Espèce eurasiatique, largement répandue en Europe de la péninsule Ibérique à la Norvège au nord.

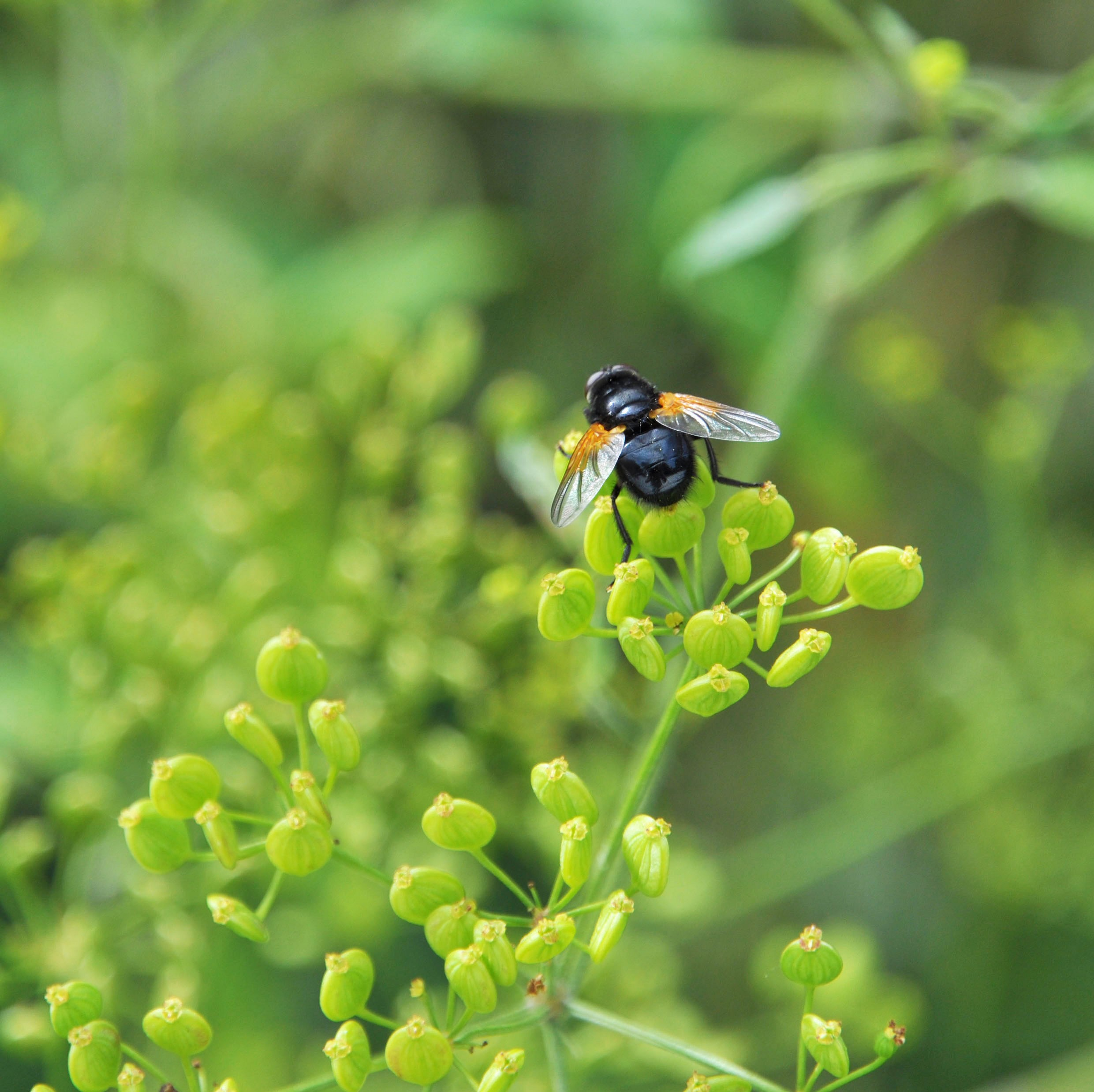
Mésembrine du midi - (Mesembrina meridiana)

## Description
Corps trapu long de 9 à 13 mm, les yeux sont nus, les joues (sous les yeux) couvertes de fins poils courts jaunes, le thorax et l'abdomen noirs, garnis d'une pilosité noire, la base des ailes est jaune.

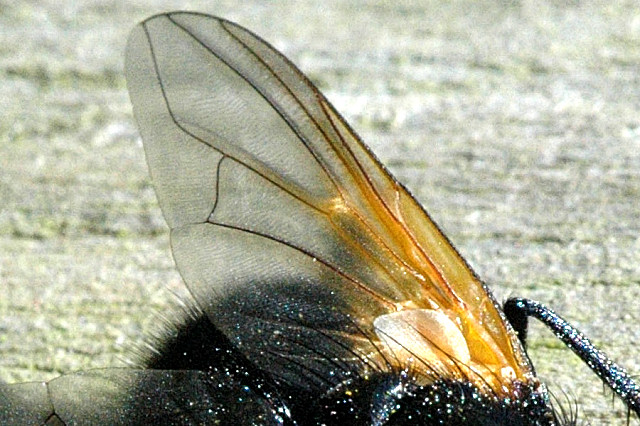
Détail d'une aile montrant la nervation

### Dimorphisme sexuel

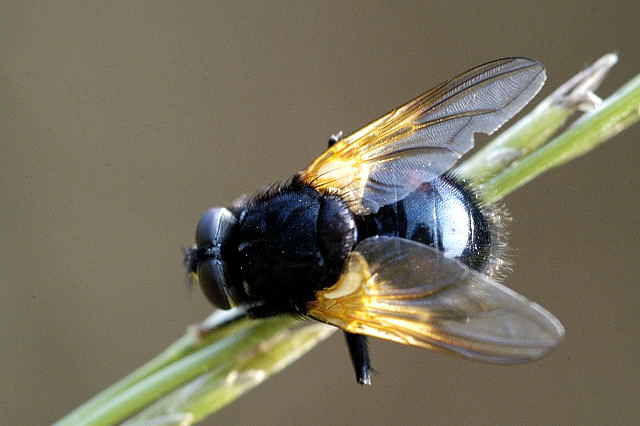
Mesembrina meridiana ♂ (yeux rapprochés)
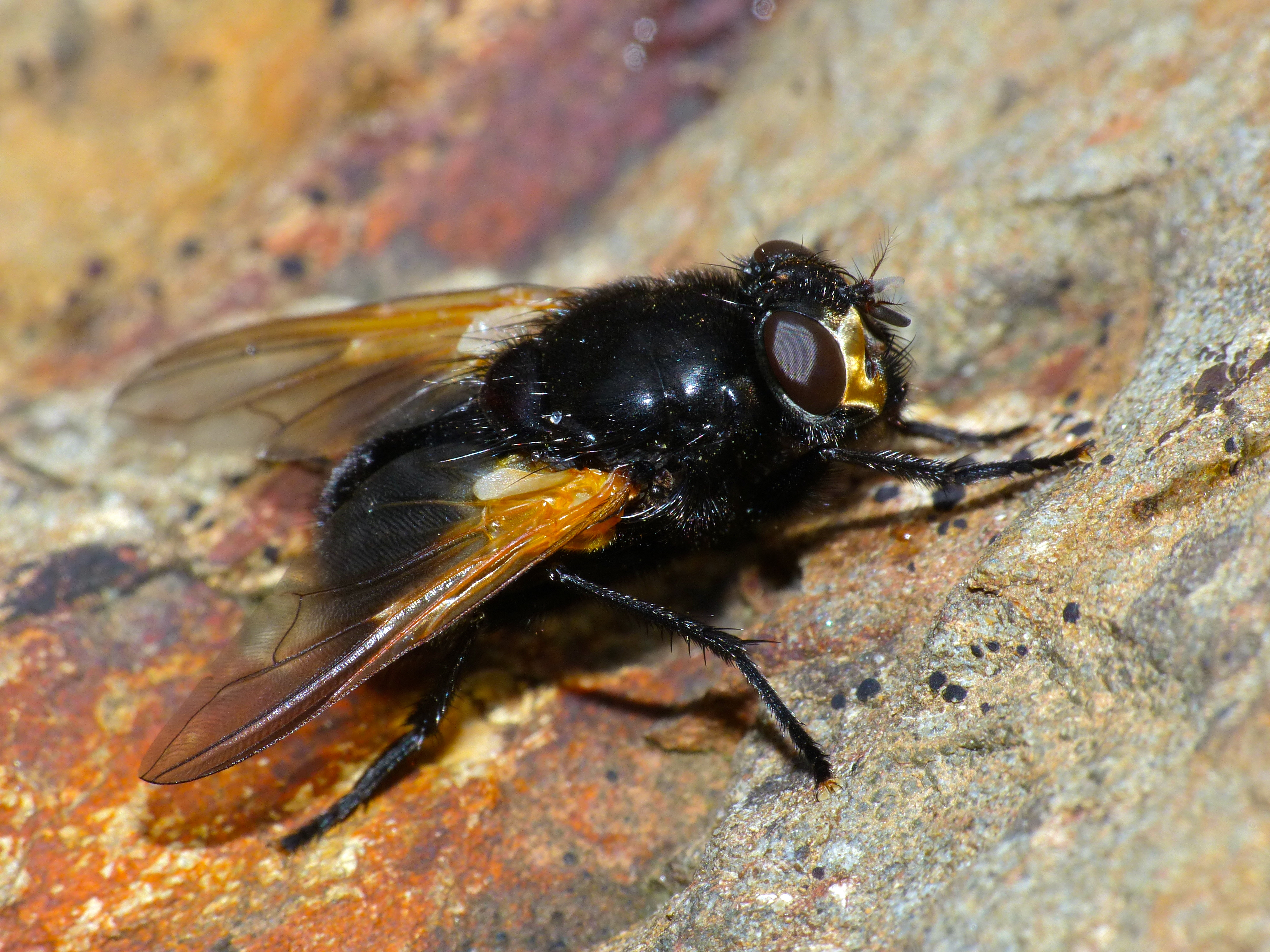
Mesembrina meridiana ♀ (yeux séparés)

## Écologie
L'imago, visible de mars à octobre en France, se chauffe souvent au soleil, posé sur les plantes ou sur le sol ; il se nourrit du nectar des fleurs, particulièrement d'apiacées (ou ombellifères) dans les bois clairs, les lisières, à proximité des haies...
Les larves vivent dans des excréments d'animaux dont les bouses des vaches.